# Джеймс Бекфорд (легкоатлет)
Джеймс Бекфорд (англ. James Beckford; 9 січня 1975) — ямайський легкоатлет, що спеціалізувався на стрибках у довжину. Срібний призер Олімпійських ігор і чемпіонату світу з легкої атлетики.
Тричі, у 1995, 1996 та 2003 роках, визнавався спортсменом року на Ямайці.

## Олімпійські результати
| Рік  | Змагання               | Місто   | Місце    | Дисципліна        | Примітки |
| ---- | ---------------------- | ------- | -------- | ----------------- | -------- |
| 1996 | Літні Олімпійські ігри | Атланта | 2        | стрибки в довжину |          |
| 2000 | Літні Олімпійські ігри | Сідней  | #14 r1/2 | стрибки в довжину |          |
| 2004 | Літні Олімпійські ігри | Афіни   | #4       | стрибки в довжину |          |